# Вароша

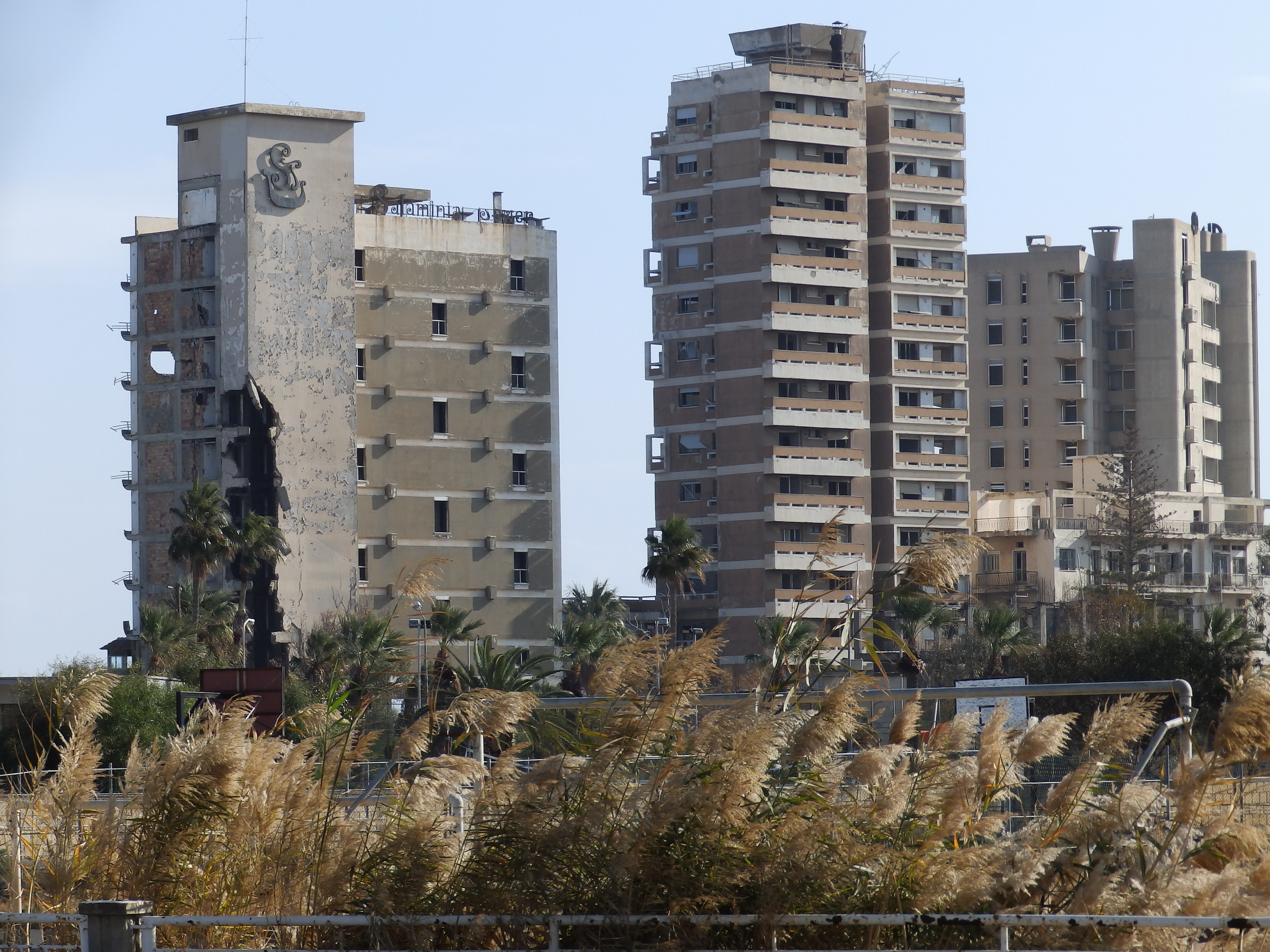
Готелі у Вароші

Вароша (грец. Βαρώσια, латиніз. Varósia, грецька вимова: [vaˈɾoʃa]; тур. Maraş Turkish pronunciation: [maˈɾaʃ]
) — квартал у місті Фамагуста на Кіпрі. До турецького вторгнення він був популярним туристичним місцем, а потім став «містом-примарою».— район кіпрського міста Фамагуста, розташованого в Турецькій Республіці Північного Кіпру. До турецького вторгнення на Кіпр у 1974 році, квартал Вароша був сучасним туристичним районом міста Фамагуста. Його жителі були вигнані турецькою армією під час вторгнення, і з тих пір він залишається покинутим. Площа Вароші становить 6,19 км².
У 1970-х роках Фамагуста була основним туристичним центром на Кіпрі. У зв'язку із зростанням числа туристів в місті було побудовано багато нових готелів і туристичних об'єктів, і особливо багато їх з'явилося у Вароші. У період з 1970 по 1974 рік місто було на піку своєї популярності і користувалося визнанням багатьох відомих осіб того часу. Серед зірок, які його відвідали, були Елізабет Тейлор, Річард Бартон, Ракель Велч і Брижит Бардо. У Вароші було багато сучасних готелів, а на його вулицях розташовувалася велика кількість розважальних закладів, барів, ресторанів і нічних клубів. 

## Характеристика Вароші
Основні особливості району Вароша включали «Авеню Джона Ф. Кеннеді», яка бере свій початок біля порту Фамагуста і пролягає через район паралельно пляжу «Глосса». Уздовж «Авеню Джона Кеннеді» були численні відомі розкішні готелі, включно з King George Hotel, The Asterias Hotel, The Grecian Hotel, The Florida Hotel і Argo Hotel, що був улюбленим готелем Елізабет Тейлор. Готель Argo розташований біля кінця авеню Джона Кеннеді, звідки відкривається вид на Протарас і затоку Фігового дерева. Іншою головною вулицею у Вароші була «Леонідас» (грец. Λεωνίδας), велика магістраль, що тягнеться на захід від «JFK Avenue» до «Віденського кута». Леонідас був головним магазином Вароші та розважальна вулиця з кількома барами, ресторанами та нічними клубами.

## Судові справи
За словами греків-кіпріотів, на пляжі Вароша, який простягається від готелю Contandia до готелю Golden Sands, є 425 ділянок. Загальна кількість ділянок у Вароші – 6082.
Існує 281 випадок греків-кіпріотів, які звернулися до Комісії з нерухомого майна (IPC) Північного Кіпру за компенсацією.
У 2020 році грек-кіпріот Деметріос Хаджихамбіс подав позов, вимагаючи від держави компенсації за фінансові збитки.

## З 1974 по сьогодні
20 липня 1974 року турецька армія вторглася на Кіпр у відповідь на політичний переворот в країні, а 15 серпня того ж року турки зайняли Фамагусту. У результаті цих дій країна виявилася розколота на дві частини: грецьку і турецьку. Греки, що мешкали у Вароші, були евакуйовані і відтоді повернення їм туди заборонено. До 1990-х років вхід у район був заборонений для журналістів.
Причиною, по якій Вароша залишається покинутою територією, є резолюція 550 Ради безпеки ООН, прийнята у травні 1984 р. У цій резолюції, зокрема, затверджується: «Спроби заселення будь-якої частини кварталу Вароша ким-небудь, окрім її жителів, недопустимі».
Оскільки жодних ремонтів за весь цей час там не проводили, усі будівлі поступово руйнуються. Природа поступово знову відвойовує свої території, оскільки метал іржавіє, а численні дерева й інші рослини заповнюють його вулиці. Шведський журналіст Ян Олаф Бенгтсон, що відвідав шведський батальйон миротворчих сил ООН і закритий район, побачене назвав «містом-примарою»:
|  | Асфальт на вулицях порепався від сонячного жару, і посеред дороги ростуть кущі. Зараз, у вересні 1977, обідні столи все ще накрито, у пральнях все ще висить одяг, а лампи ще горять. Фамагуста — місто-примара. |

План Аннана у 2004 році передбачав повернення Вароші грекам, але в результаті цього так і не сталося, тому що ним назагал знехтували греки-кіпріоти. Близько 75 % греків-кіпріотів висловилися проти плану Аннана, який, у свою чергу, підтримали 65 % турків-кіпріотів.
Причина, по якій Вароша покинута, — Резолюція 550 Ради Безпеки ООН (прийнято 11 травня 1984 року), , в якому зазначено, що «спроба заселити будь-яку частину Вароші будь-ким, крім її мешканців, є неприпустимою». Тому Збройні сили Туреччини (TSK) не можуть повторно заселити контрольовану територію, що призвело до залишення району Вароша.
Відсутність населення, а отже і ремонту означає, що будівлі потроху руйнуються. Природа завойовує свої позиції, метал кородує, шибки б’ються, а рослини пускають своє коріння по стінах і бруківці. морських черепах також бачили, як вони відкладають яйця на безлюдних пляжах. Дилерські центри заморожені старовинними автомобілями 1974 року випуску, і через багато років після того, як вони були покинуті, люди кажуть, що бачили лампочки, які все ще світили у вікнах порожніх будівель.
З 2017 року Турецька армія дозволила в’їзд лише турецьким військовим і персоналу ООН.
Європейський суд з прав людини присудив від 100 000 до 8 000 000 євро восьми грекам-кіпріотам за те, що вони були позбавлені своїх будинків і майна внаслідок вторгнення 1974 р. Справу було подано спільно бізнесменом Константіносом Лордосом та іншими, а головне рішення у справі Лордоса датується листопадом 2010 року. Суд постановив, що у справі восьми заявників Туреччина порушила статтю 1 Протоколу 1 Європейської конвенції з прав людини щодо права на мирне володіння власністю, а у випадку семи заявників Туреччина порушила статтю 8 про право на повагу до приватного та сімейного життя.
Через відсутність людського житла та обслуговування будівлі продовжують руйнуватися. З часом частина міста почала відвойовуватися природою, оскільки метал роз'їдається, вікна розбиваються, а рослини пускають коріння на стінах і тротуарах і дико ростуть у старих віконних ящиках. У 2014 році BBC повідомила, що морські черепахи були помічені на гніздуванні на пляжах міста.
Під час Кіпрської ракетної кризи (1997-1998) лідер кіпріотів-турків, Рауф Денкташ, погрожував захопити Варошу, якщо кіпрський уряд не відступить.

## Повторне відкриття для цивільного населення
Населення Вароші за даними перепису населення Північного Кіпру 2011 року становило 226 осіб.
У 2017 році пляж Вароша був відкритий виключно для турків (як турків-кіпріотів, так і громадян Туреччини).
У 2019 році уряд Північного Кіпру оголосив, що відкриває Варошу для колонізації. 14 листопада 2019 року Ерсін Татар, прем’єр-міністр Північного Кіпру, оголосив, що Північний Кіпр має намір відкрити Varosha до кінця 2020 року.
9 грудня 2019 року Ібрагім Бентер, генеральний директор адміністрації релігійного фонду турків-кіпріотів EVKAF, заявив, що весь Мараш/Вароша належить EVKAF. Бентер сказав, що «EVKAF може підписати договори оренди з греками-кіпріотами, якщо вони визнають, що огороджене місто належить Evkaf».
22 лютого 2020 року Кіпр оголосив, що накладе вето на кошти Європейського Союзу для турків-кіпріотів, якщо Вароша відкриє угоди.
6 жовтня 2020 року Ерсін Татар, прем’єр-міністр Північного Кіпру, оголосив, що пляж Вароша знову відкриється для відвідування 8 жовтня 2020 року. Президент Туреччини Реджеп Таїп Ердоган заявив, що Туреччина повністю підтримує рішення. Цей крок був зроблений напередодні виборів президента Північного Кіпру 2020 року, на яких Татар був кандидатом. Віце-прем’єр-міністр Кудрет Озерсай, який раніше працював над повторним відкриттям, сказав, що це не було повне відкриття території, що це був просто односторонній передвиборчий трюк Татара. Його Народна партія вийшла з татарського кабінету, що призвело до краху уряду турків-кіпріотів. Головний дипломат ЄС засудив план, назвавши його «серйозним порушенням» угоди ООН про припинення вогню. Крім того, він попросив Туреччину припинити цю діяльність. Генсек ООН висловив стурбованість рішенням Туреччини.
У жовтні 2020 року президент Туреччини Реджеп Тайіп Ердоган разом із прем’єр-міністром самопроголошеної Турецької Республіки Північного Кіпру (KKTC) Ерсіном Татаром , наказав знову відкрити Варошу.
Майже одразу, 9 числа того ж місяця, Рада Безпеки ООН підтвердила статус Вароші, як це встановлено в попередніх резолюціях Ради Безпеки ООН, включаючи резолюцію 550 (1984) і резолюцію 789 (1992). Крім того, він повторив, що щодо цього населеного пункту не можна здійснювати жодних дій, які не відповідають цим резолюціям.
8 жовтня 2020 року було відкрито деякі частини Вароші від клубу офіцерів турецької та кіпрської армії до готелю «Золоті Піски».
27 листопада Європейський парламент закликав Туреччину скасувати своє рішення про відновлення частини Вароші та відновити переговори, спрямовані на вирішення кіпрського питання на основі двообщинної та двозональної федерації, і закликав Європейську Союз запровадить санкції проти Туреччини, якщо ситуація не зміниться. Туреччина відхилила резолюцію, додавши, що продовжуватиме захищати як власні права, так і права турків-кіпріотів. Президентство Турецької Республіки Північного Кіпру також засудило резолюцію.
20 липня 2021 року президент Північного Кіпру Татар оголосив про початок другої черги відкриття Varosha. Він заохочував греків-кіпріотів звертатися до Комісії з нерухомості Турецької Республіки Північного Кіпру, щоб повернути своє майно, якщо вони мають такі права.
23 липня 2021 року була знову відкрита мечеть Білал Ага, побудована в 1821 році і виведена з експлуатації в 1974 році.
У відповідь на рішення уряду Північного Кіпру у заяві президента Ради Безпеки ООН від 23 липня йдеться, що поселення в будь-якій частині покинутого кіпрського передмістя Вароша «особами, окрім його мешканців, це «неприпустимо». Того ж дня Туреччина відкинула заяву президента Ради Безпеки ООН щодо Мараса (Вароша) і заявила, що ці заяви базуються на греко-кіпрській пропаганді, є безпідставними та безпідставними твердженнями та не відповідають реаліям острова. . 24 липня 2021 року президентство Північного Кіпру засудило заяву президента РБ ООН від 23 липня, заявивши, що «ми бачимо та засуджуємо її як спробу створити перешкоду для власників прав власності у Вароші для досягнення ваших прав».
До 1 січня 2022 року Варошу відвідало майже 400 тис. осіб, відколи вона відкрилася для цивільних осіб 6 жовтня 2020 року.
19 травня 2022 року Північний Кіпр відкрила для комерційного використання ділянку пляжу на пляжі Золоті Піски (від готелю King George до будівлі Oceania) довжиною 600 метрів і шириною 400 метрів. Встановили лежаки та парасольки.
UNFICYP заявили, що обговорюватимуть рішення, прийняте турецько-кіпрською владою, відкрити цю ділянку пляжу у Вароші перед Радою Безпеки, заявив у п’ятницю речник миротворчих сил Алеєм Сіддік. В ООН повідомили, що її «позиція щодо Вароші не змінилася, і ми уважно стежимо за ситуацією».
У жовтні 2022 року турки-кіпріоти оголосили, що в місті відкриють державні установи.

## Культурні посилання
Кінорежисер Грек-Кіпріот Майкл Какоянніс описав місто та брав інтерв’ю у його вигнанців у фільмі Аттілас '74, знятому в 1975 році.
Варошу згадують у книзі Алана Вайсмана «Світ без нас» як приклад нестримних сил природи.
У 2021 році у російської групи Wit Main-De-Gloire буде пісня aan deze city, яка стала гідним привиду вибором.

## Галерея

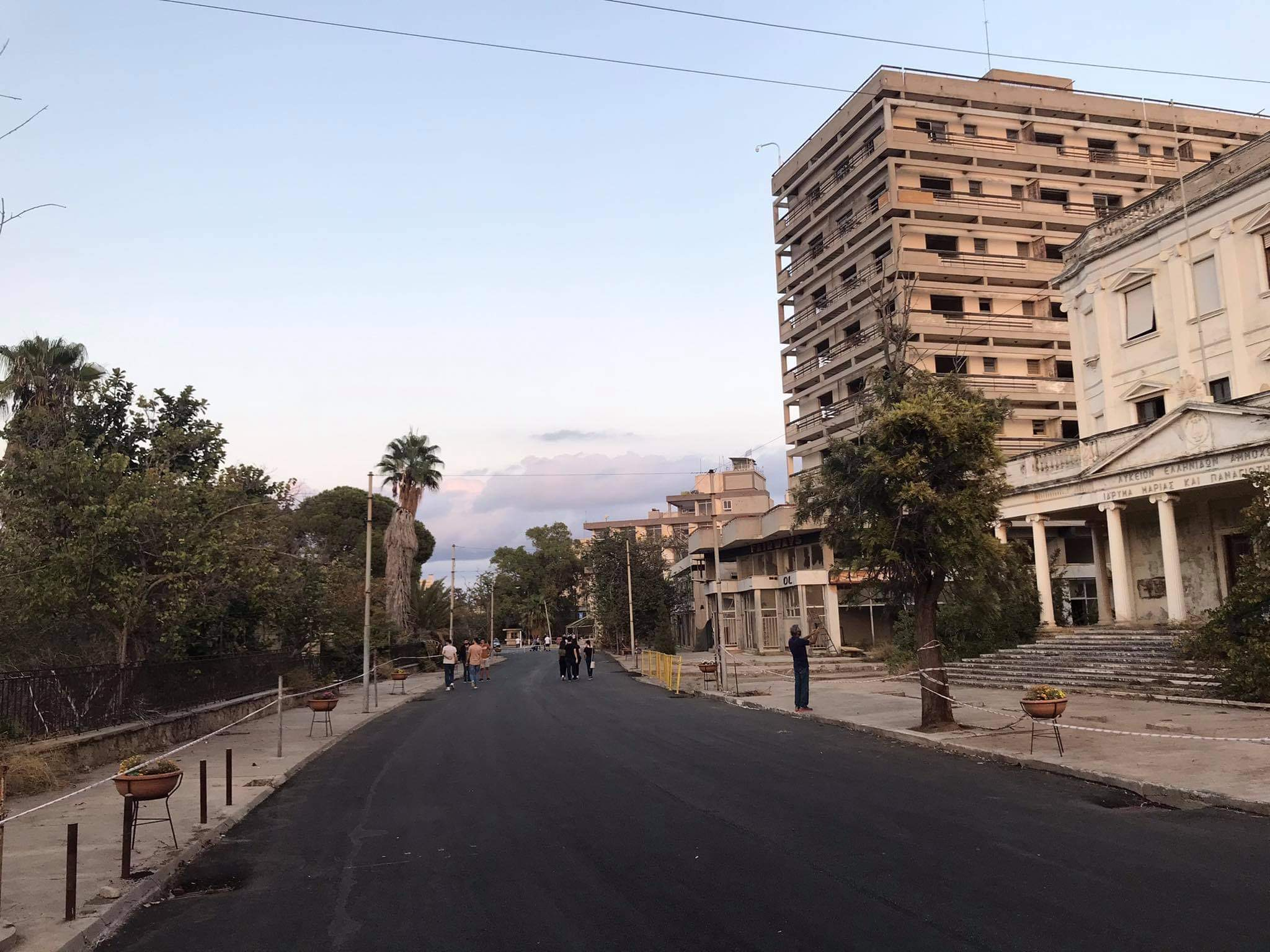
Нещодавно асфальтована дорога, вулиця Демократії та покинуті будівлі після повторного відкриття у 2020 році (біла будівля праворуч — це стара школа мистецтв)
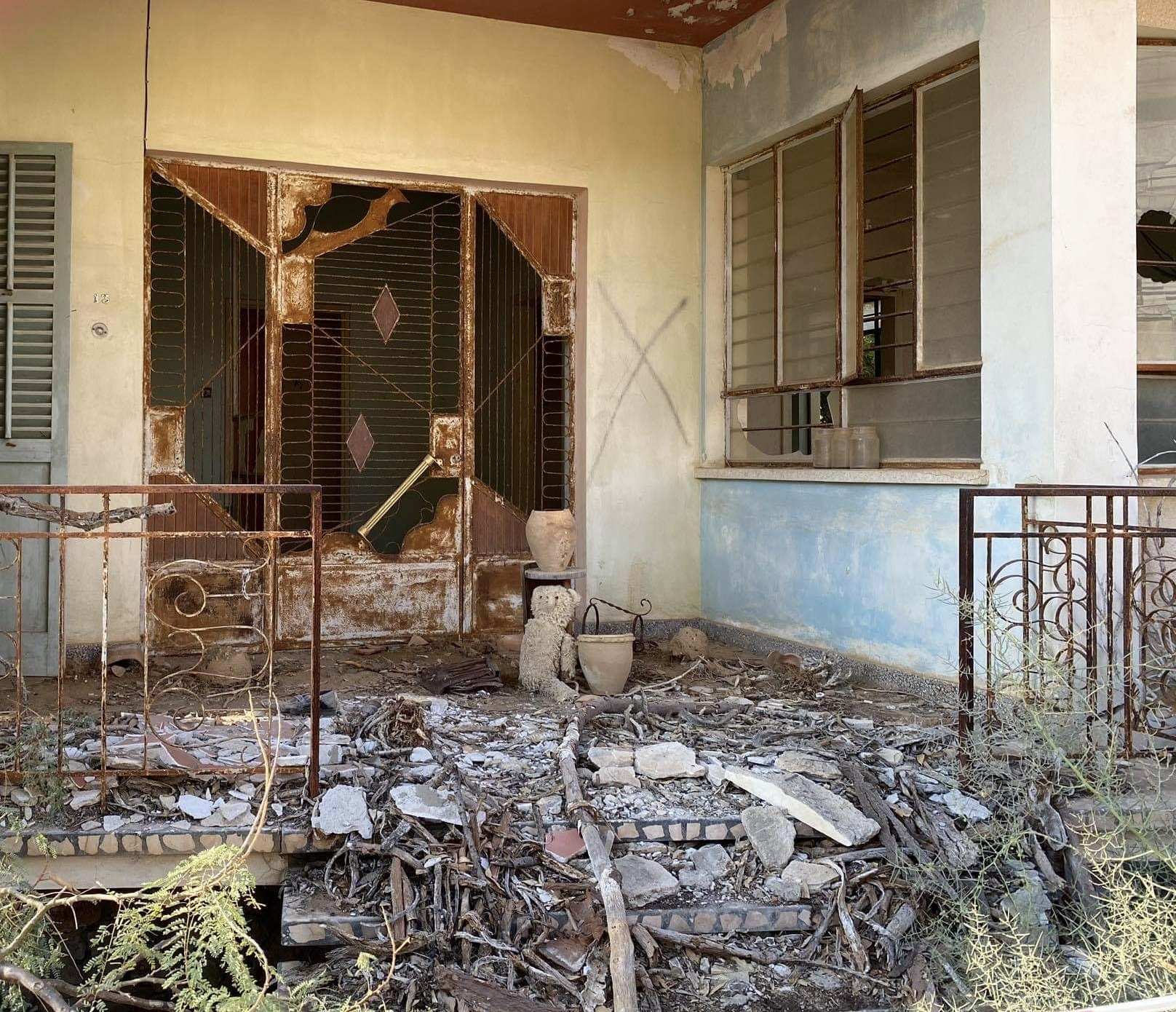
Покинутий будинок у Вароші; перед будинком стоїть потертий ведмедик.
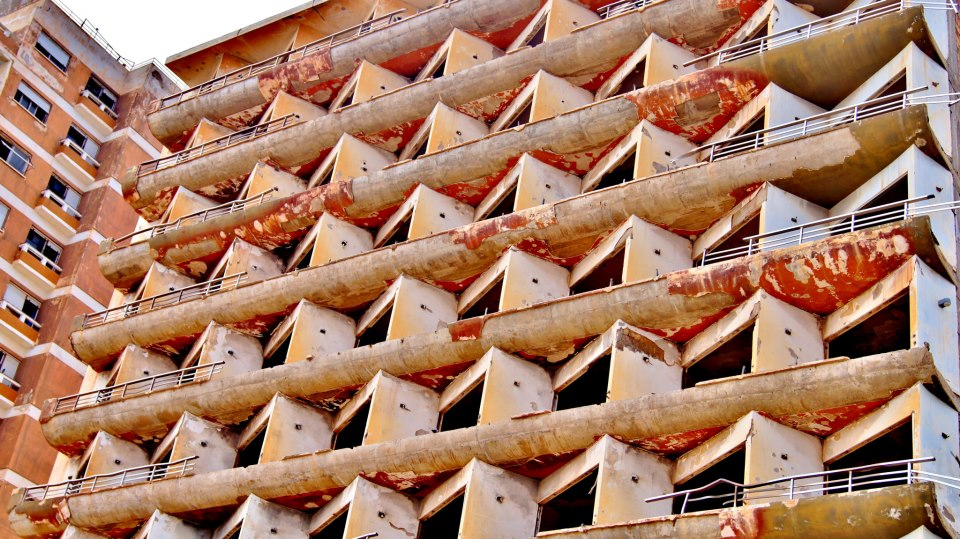
Один із багатьох напівзруйнованих готелів, покинутих у 1974 році.
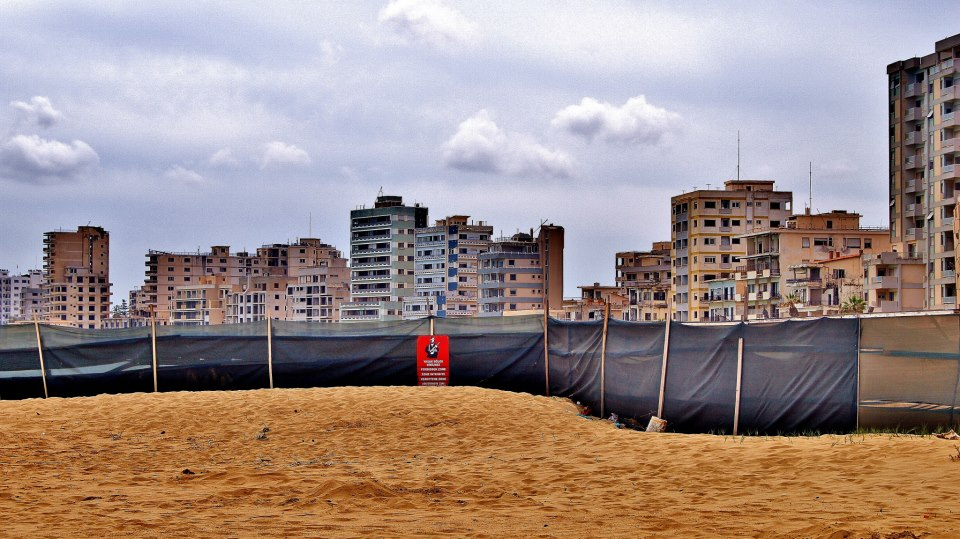
На передньому плані огорожа, яка відокремлює Варошу від доступної зони затоки Фамагуста.
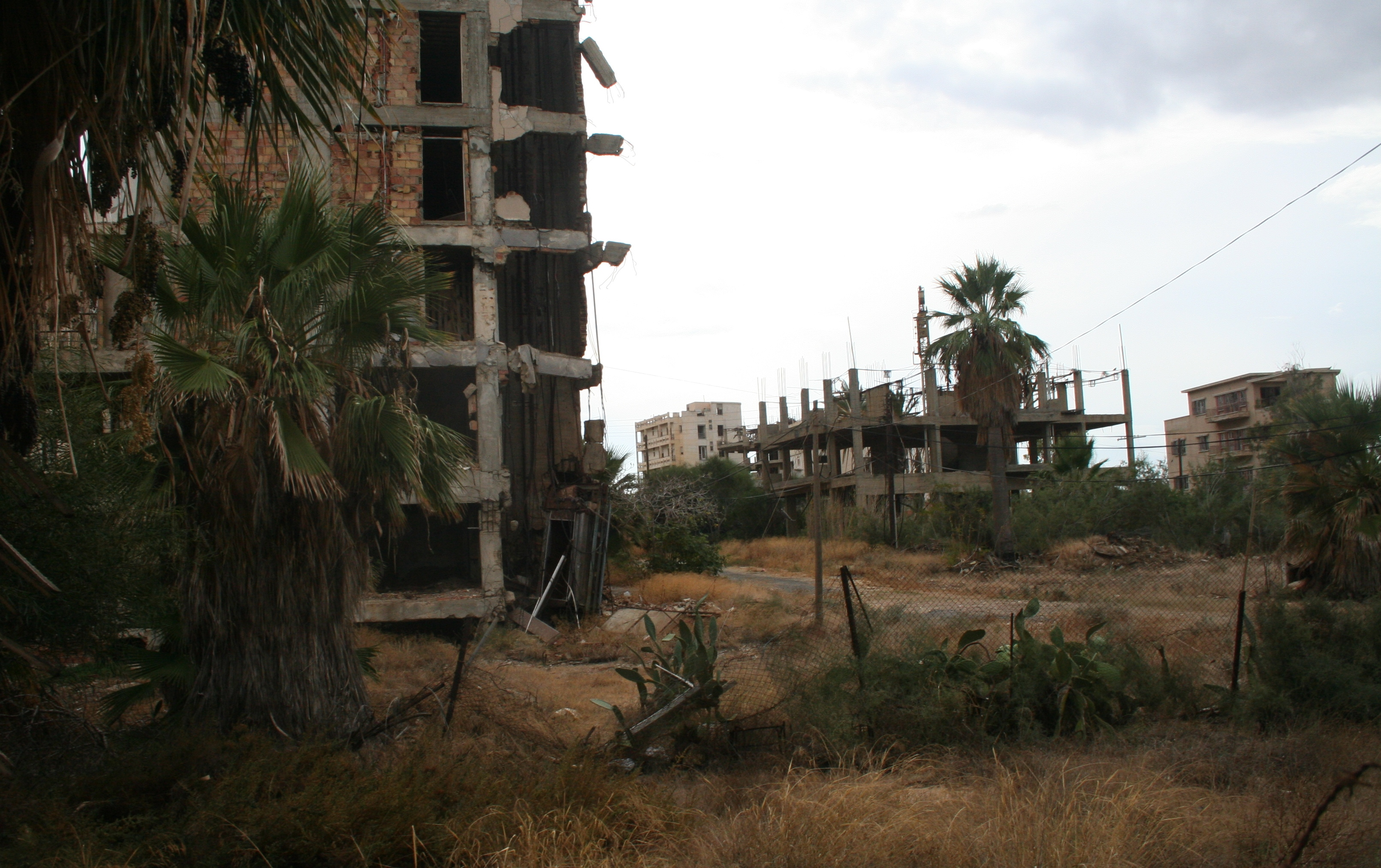
Вароша 2009 року
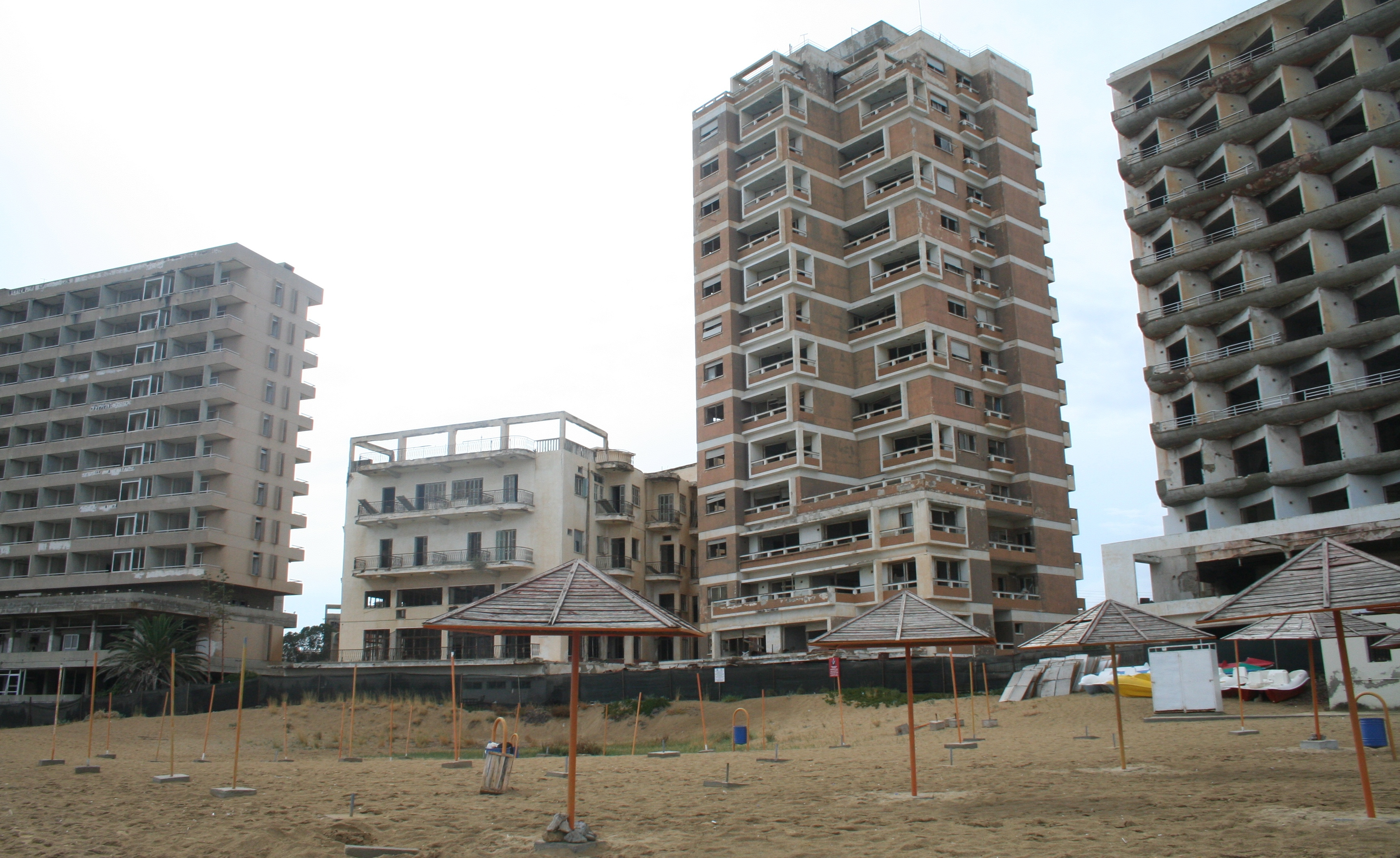
Покинуті готелі у Вароші
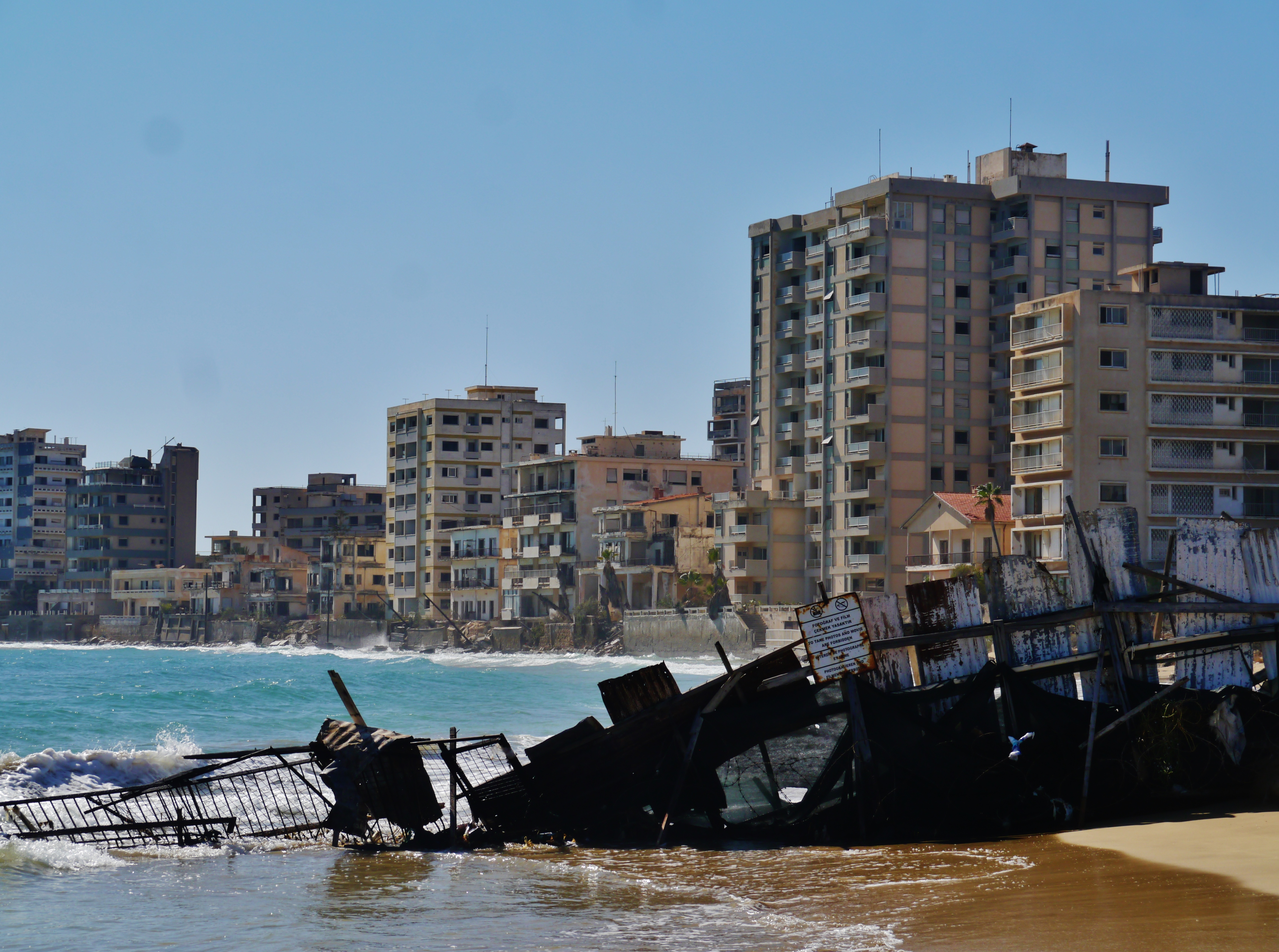
Вароша
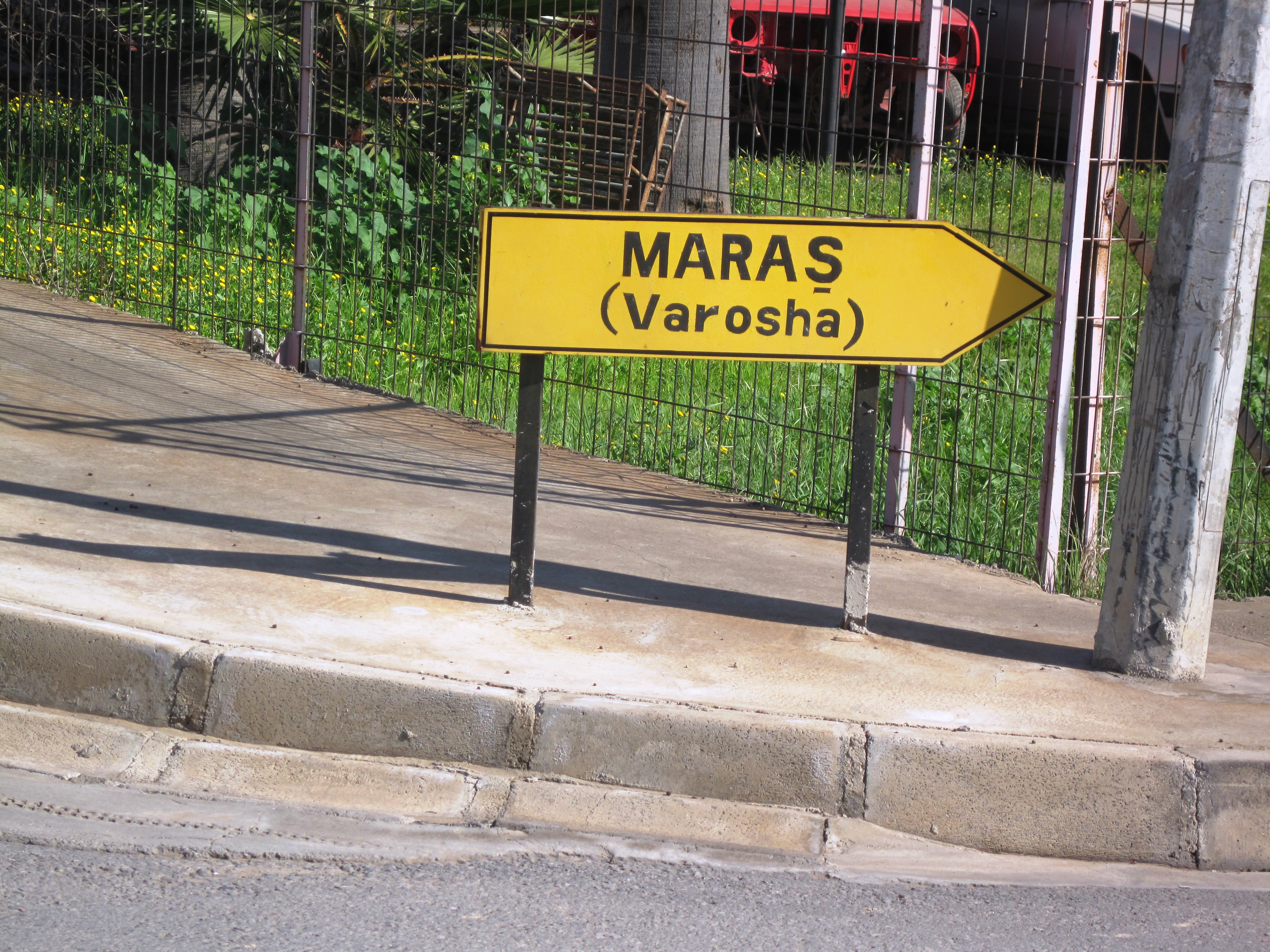
Знак на Варошу
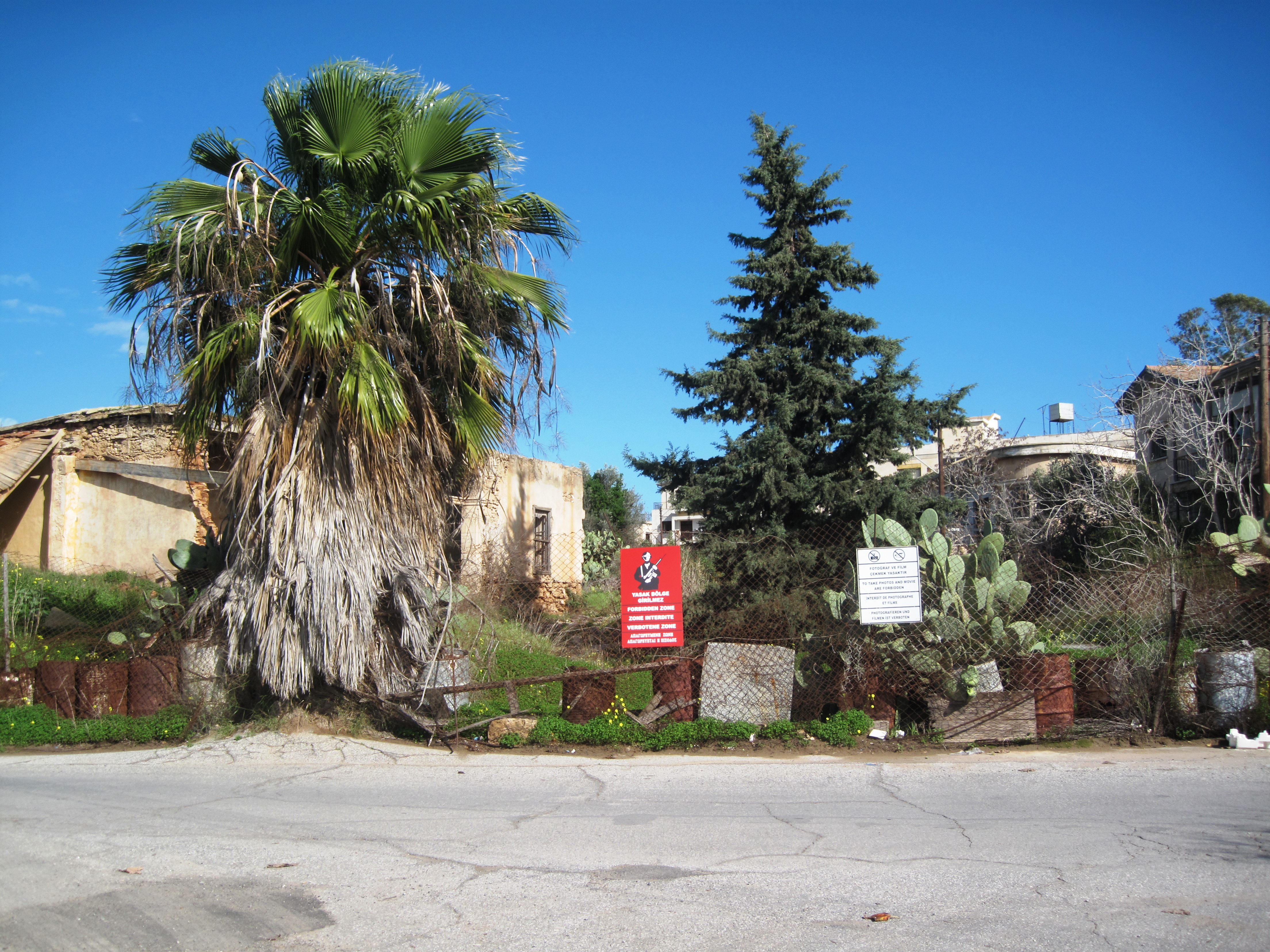
Заборонена військова зона Вароша
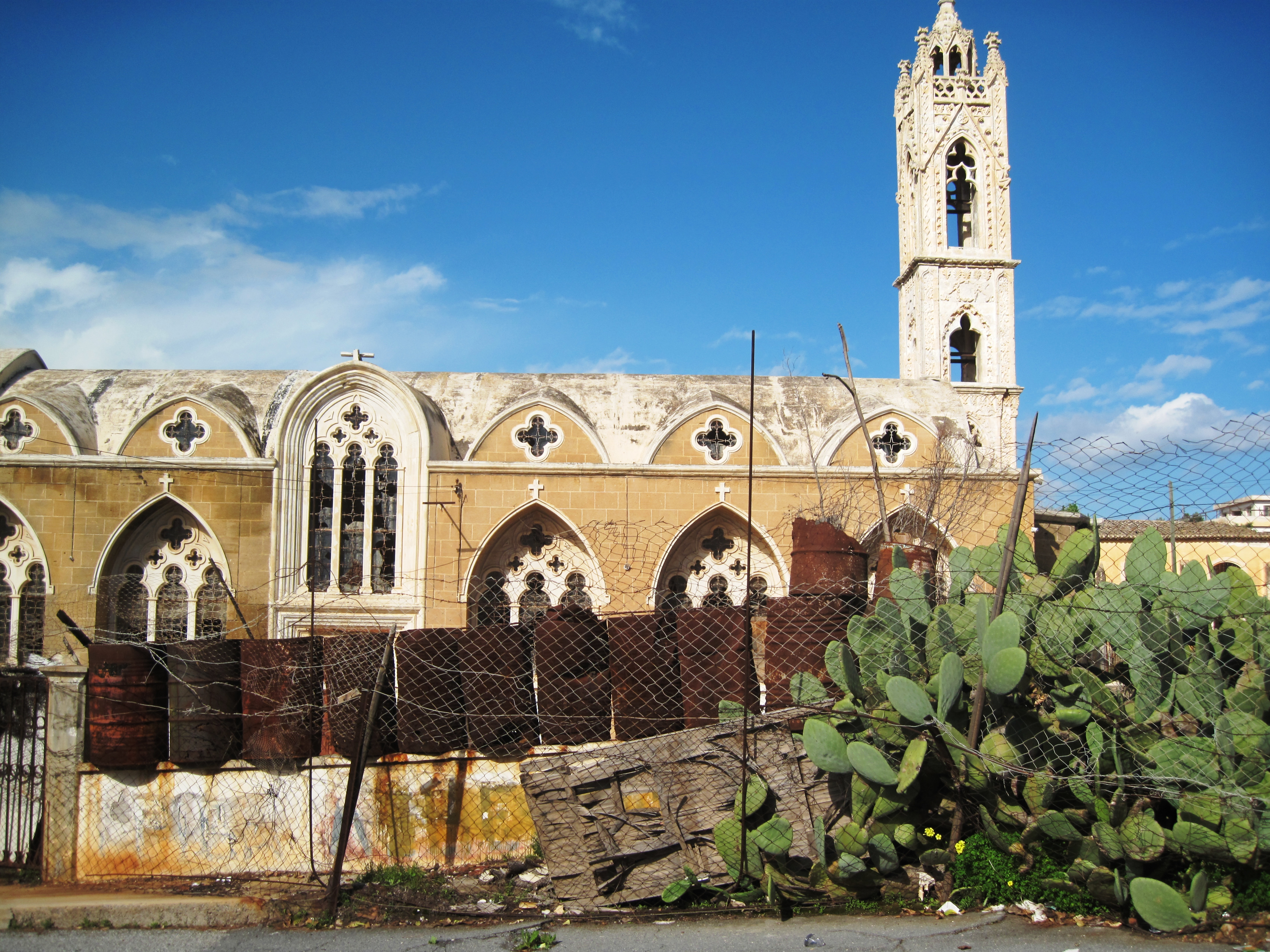
Стара церква у Вароші
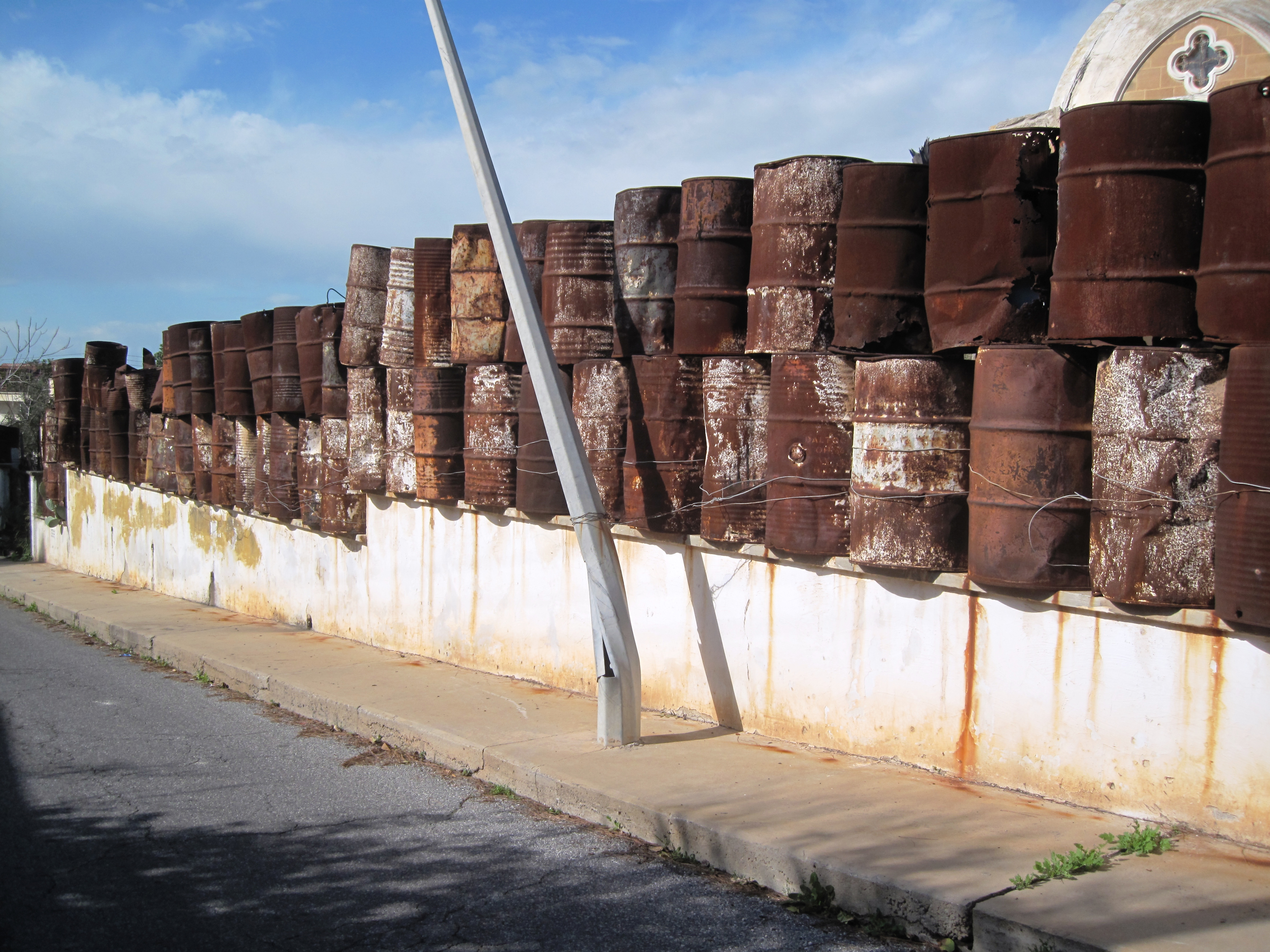
Відокремлення району
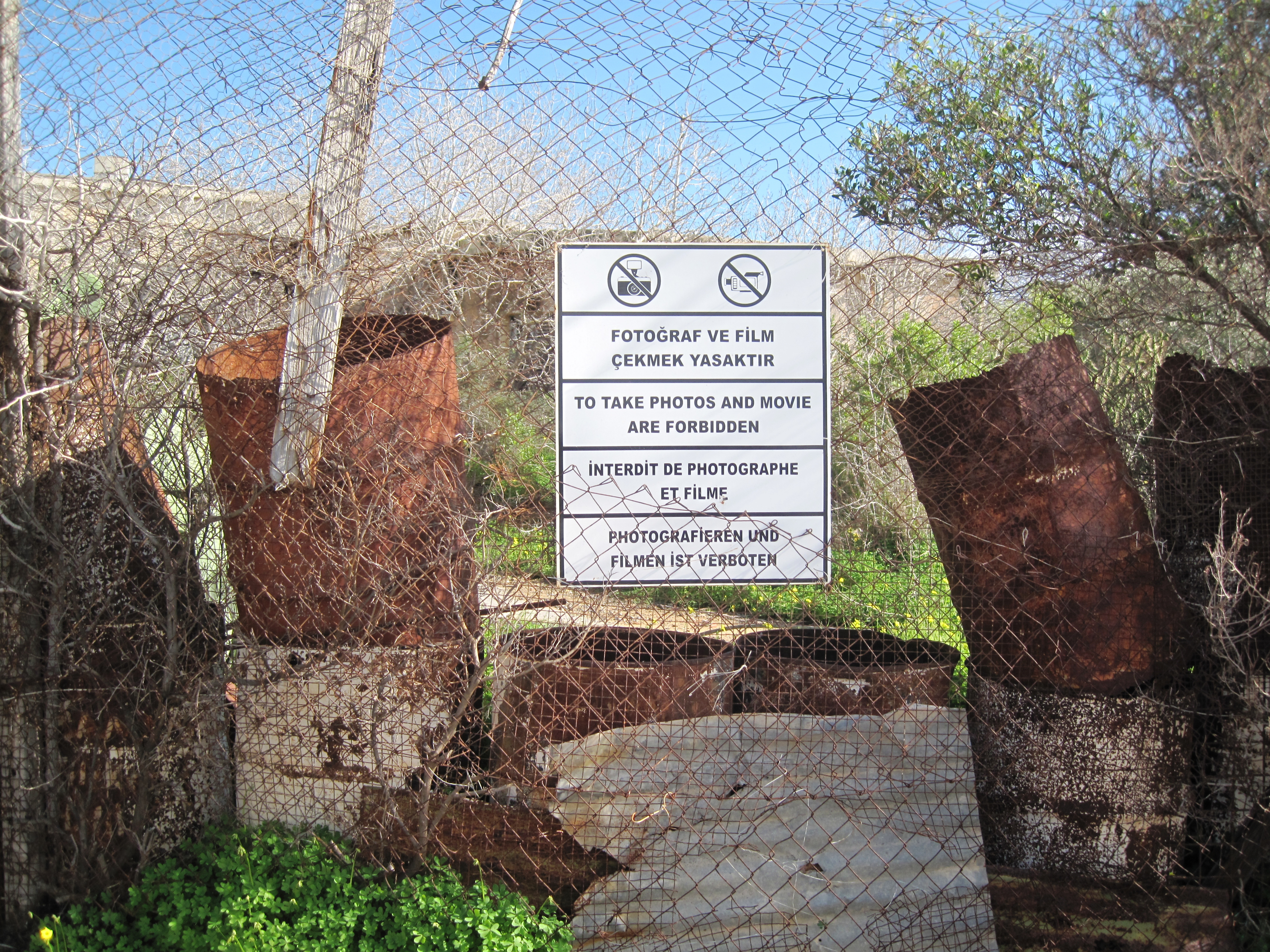
Фотозйомка заборонена
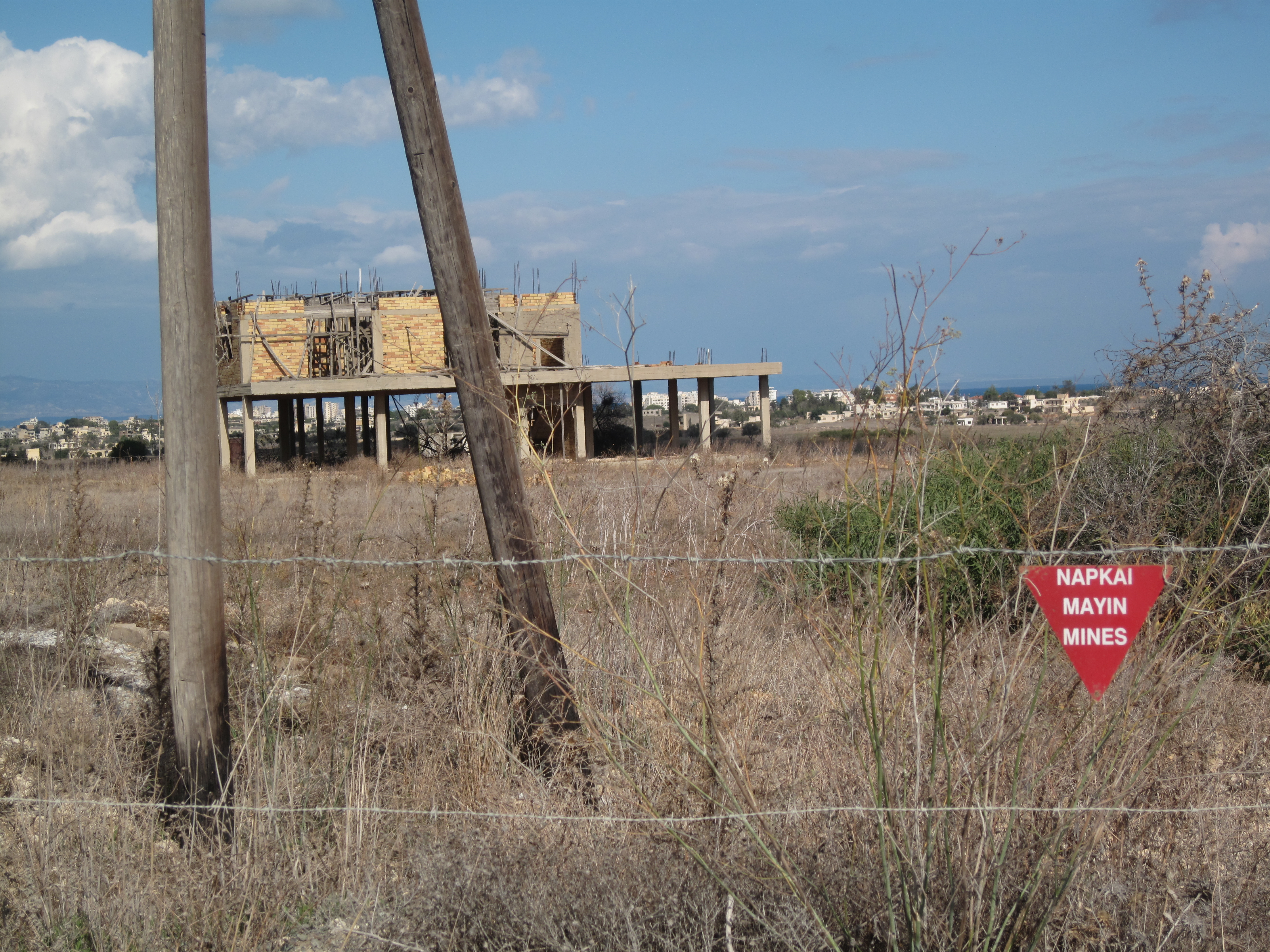
У Варошу не можуть зайти через мінування
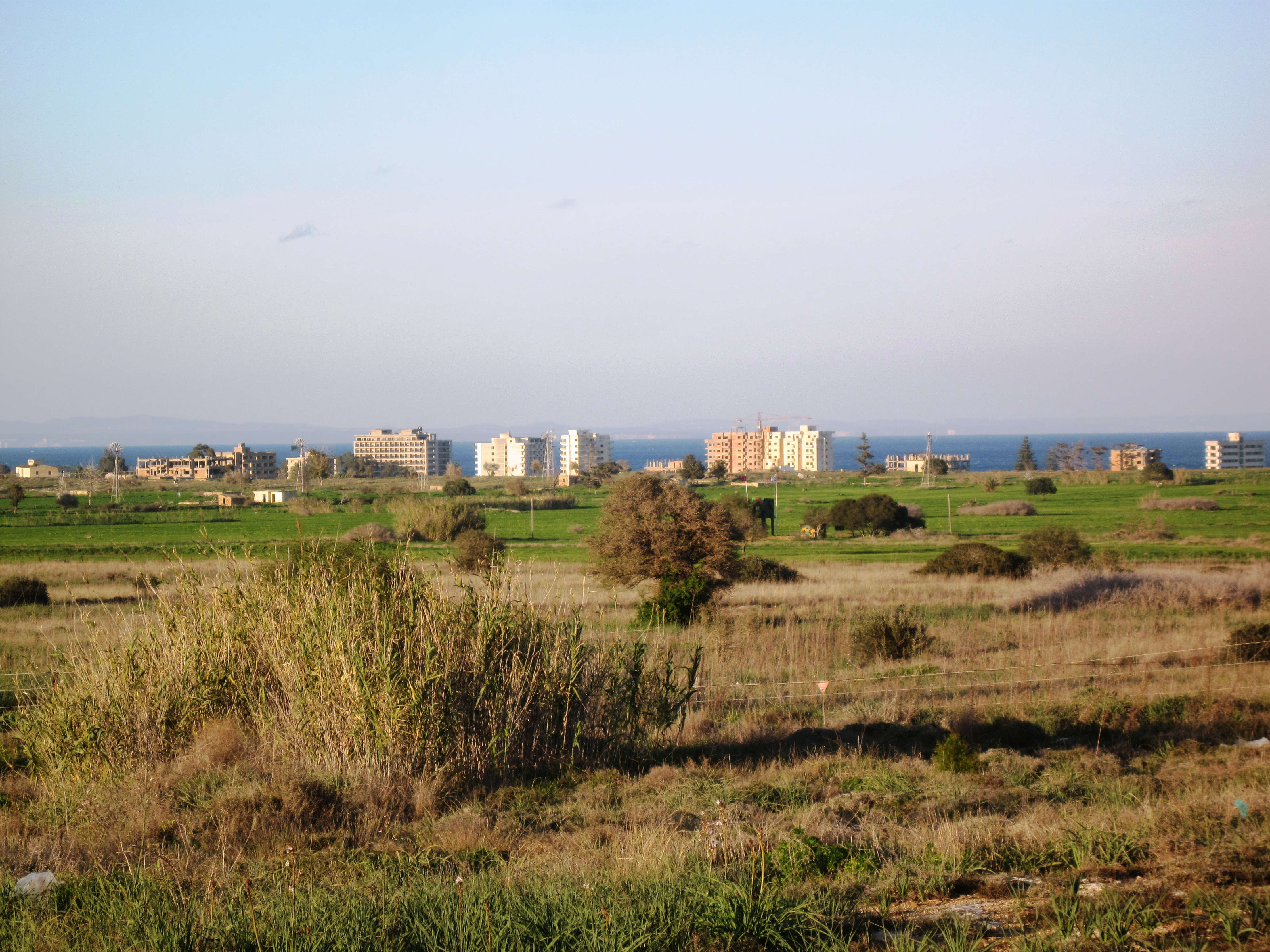
Порожні готелі Вароші
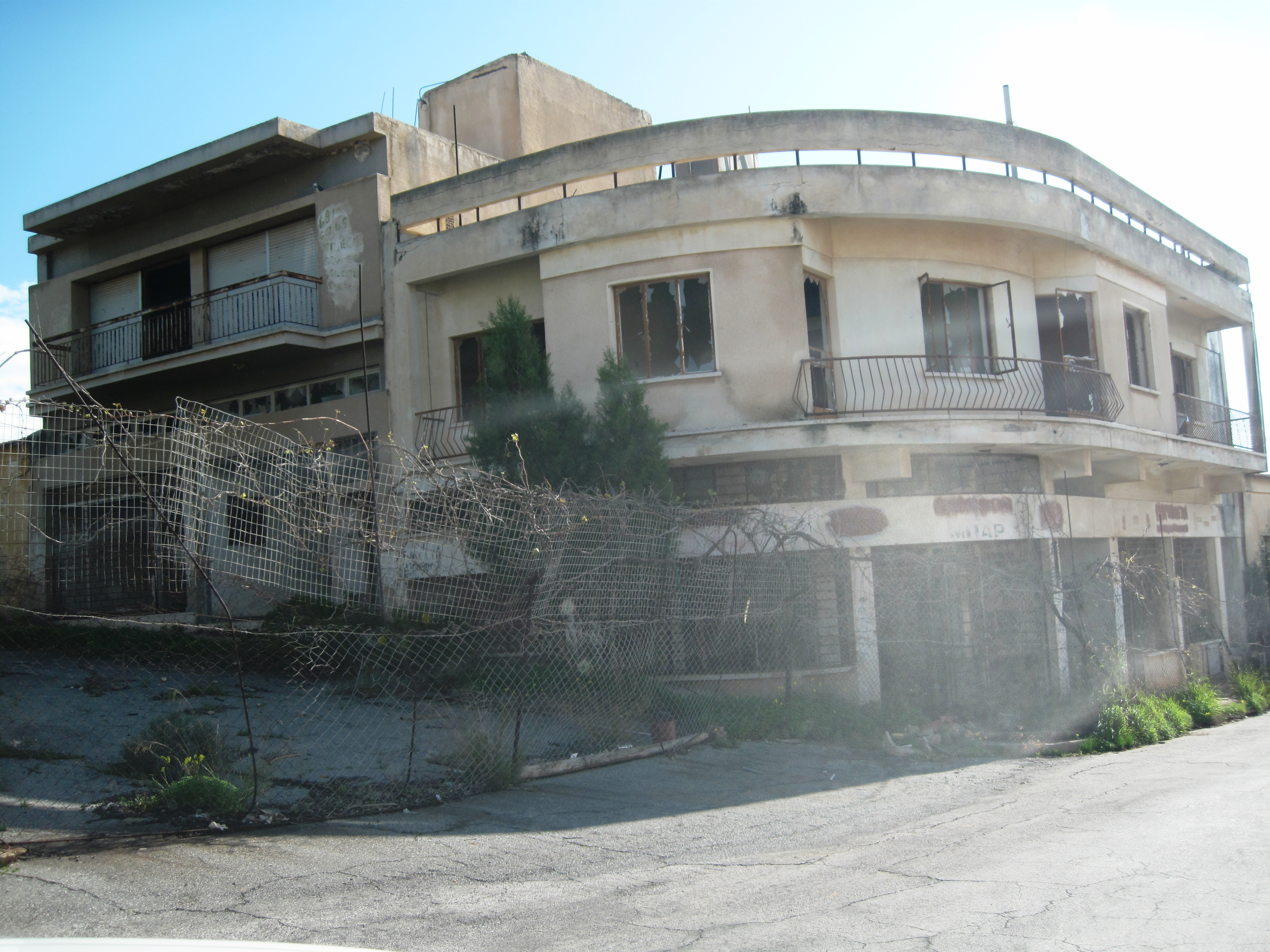
Порожні магазини у Вароші
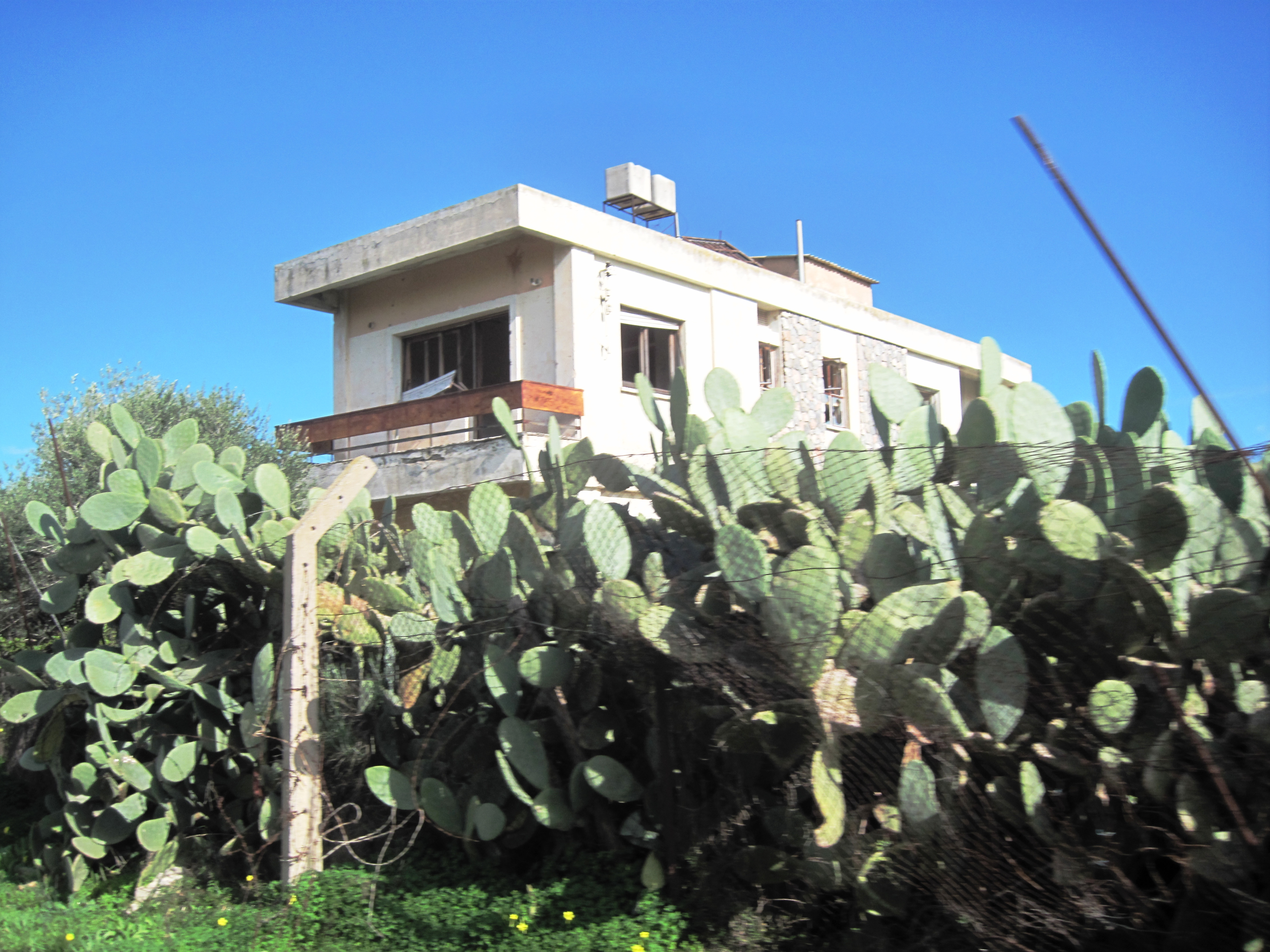
Порожні будинки у Вароші
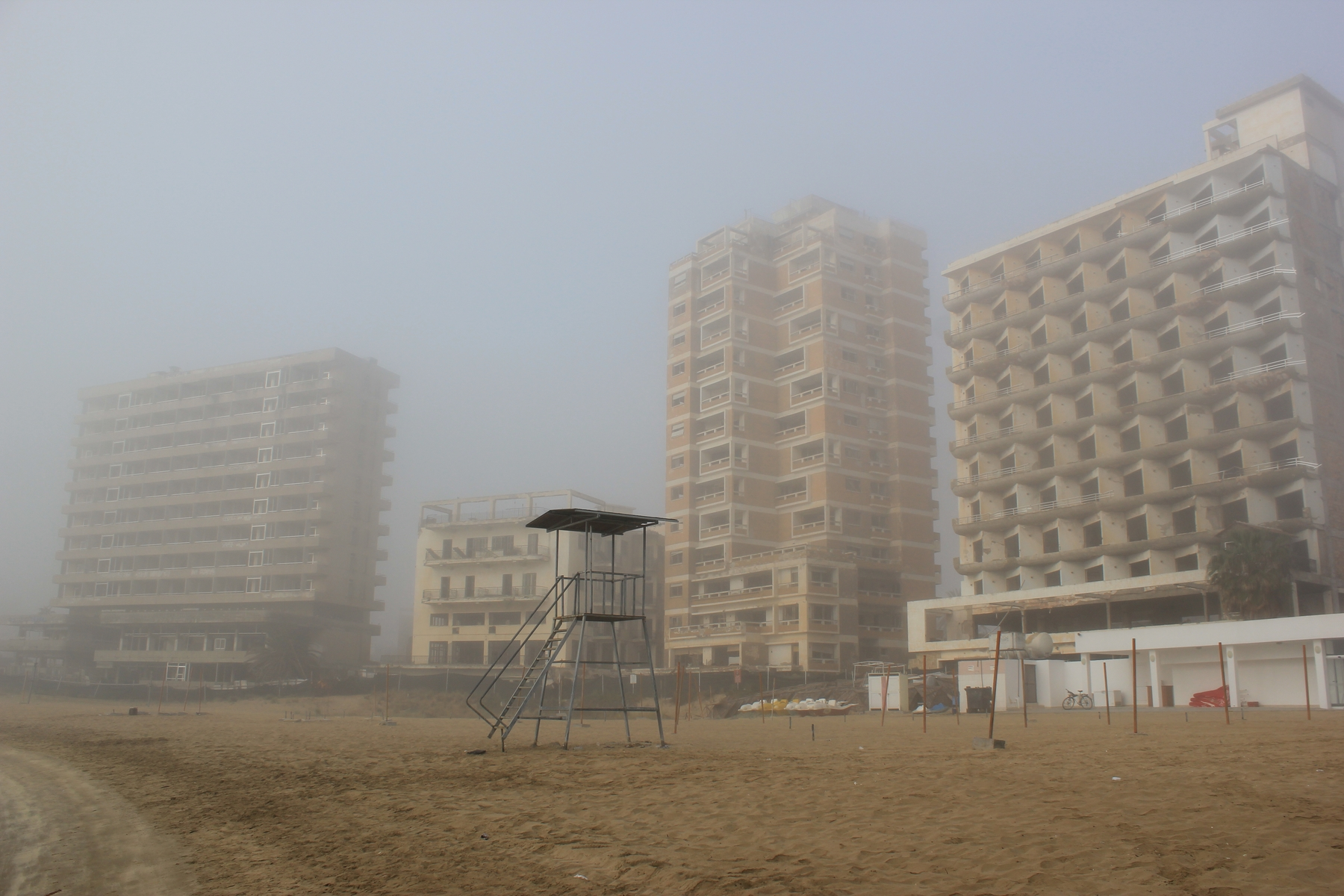
Покинуті готелі на пляжі (2016)
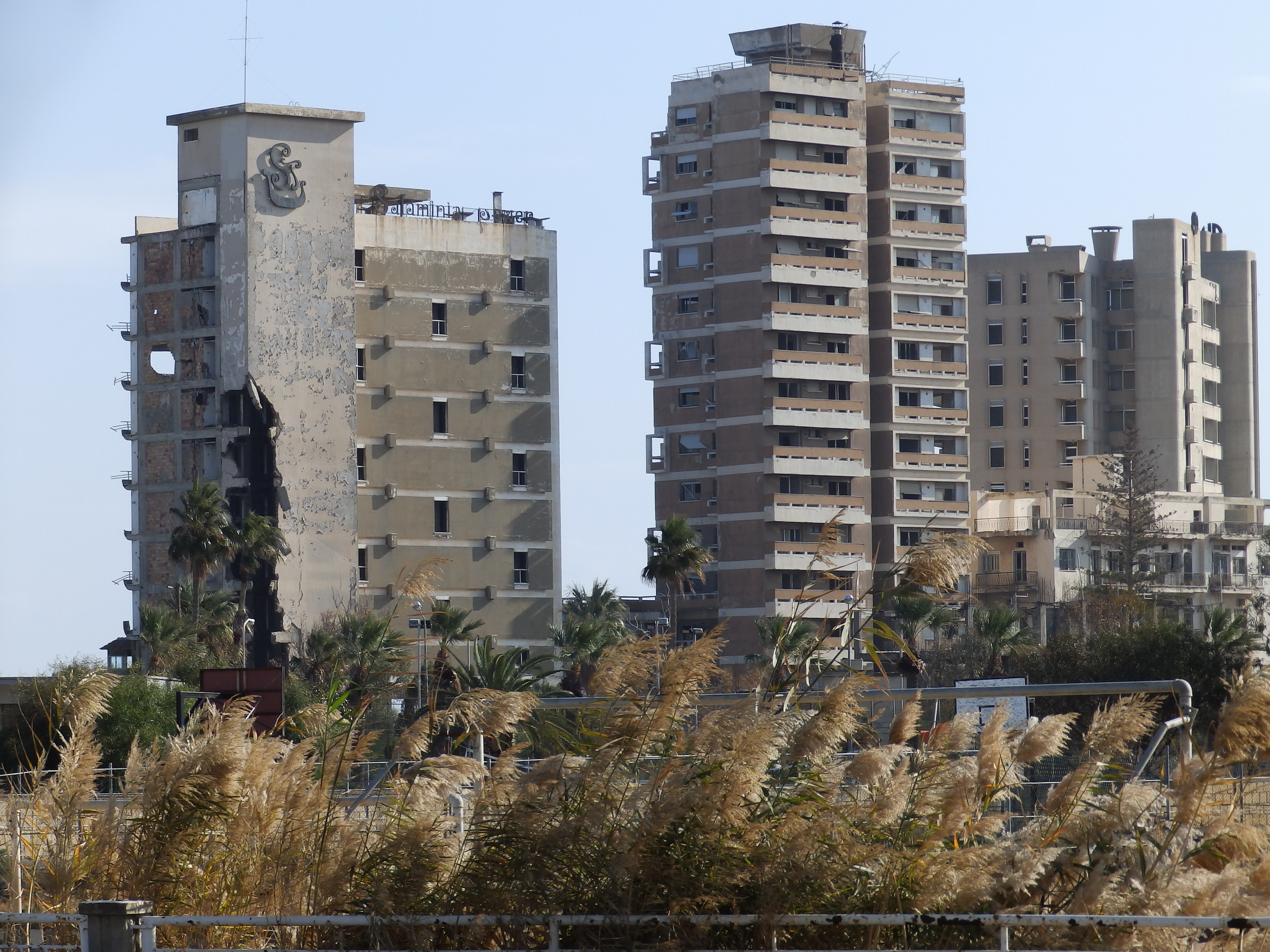
Покинуті готелі (2013)
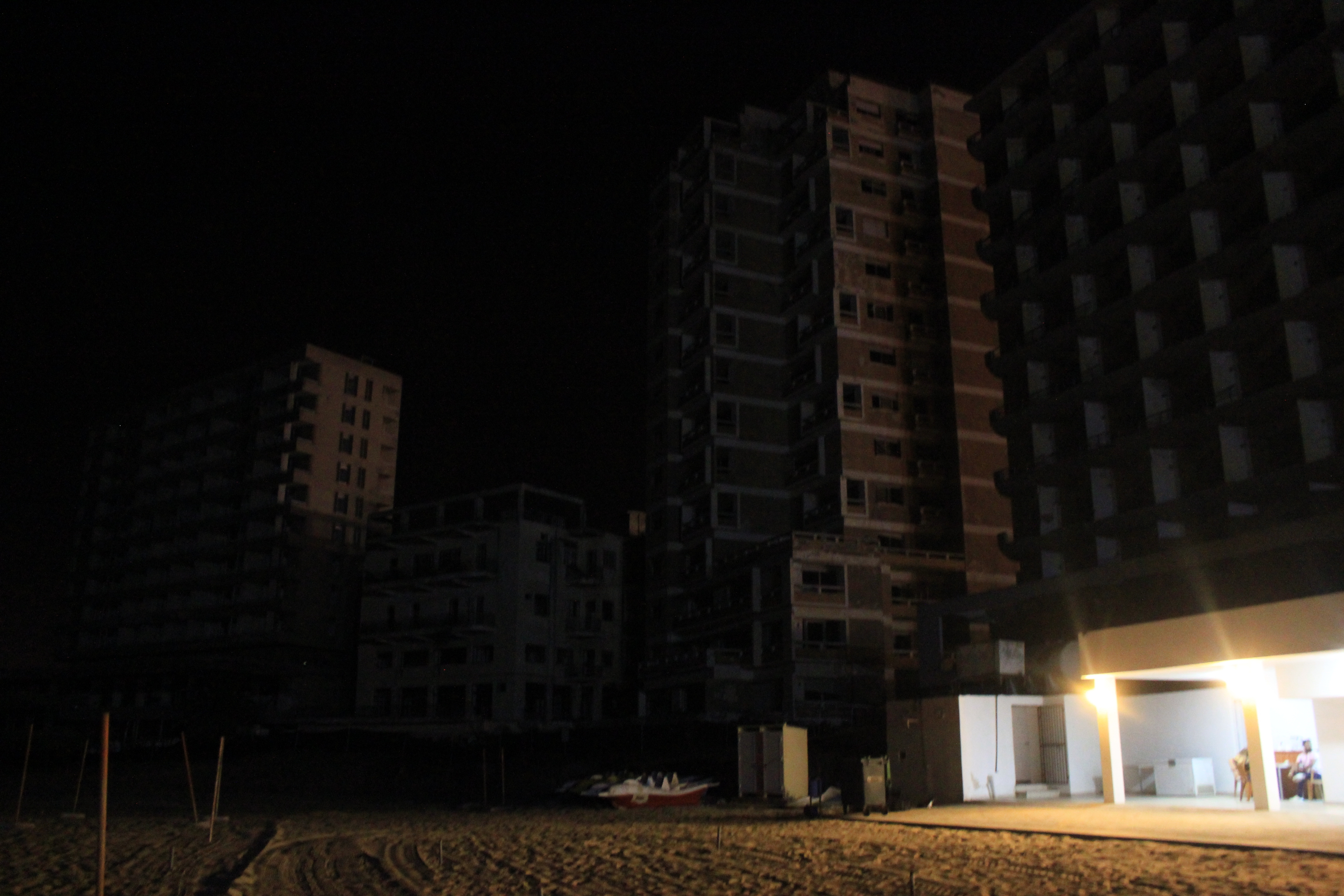
Пляжна вечірка вночі (2016)
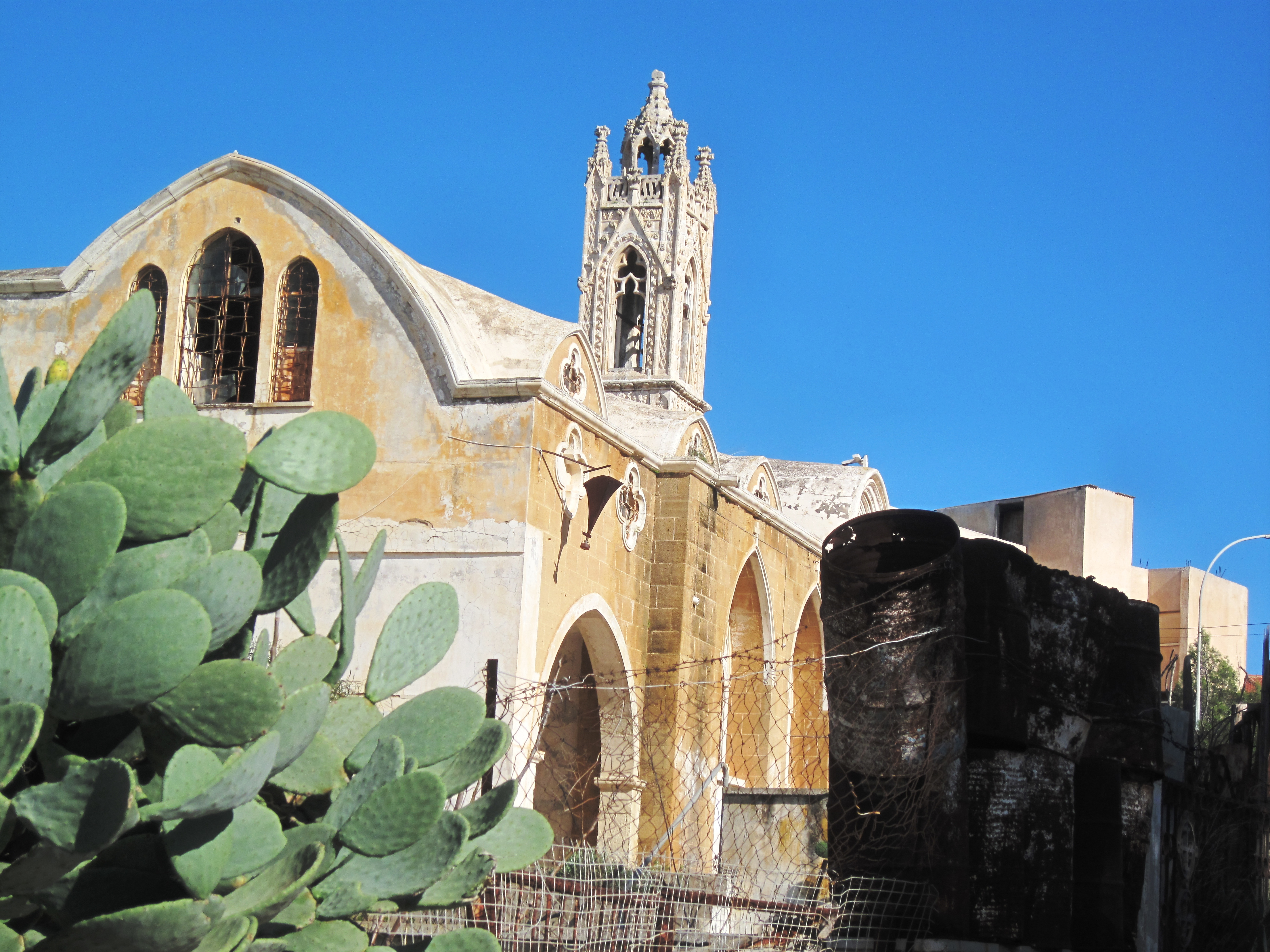
Вароша Покинуті готелі
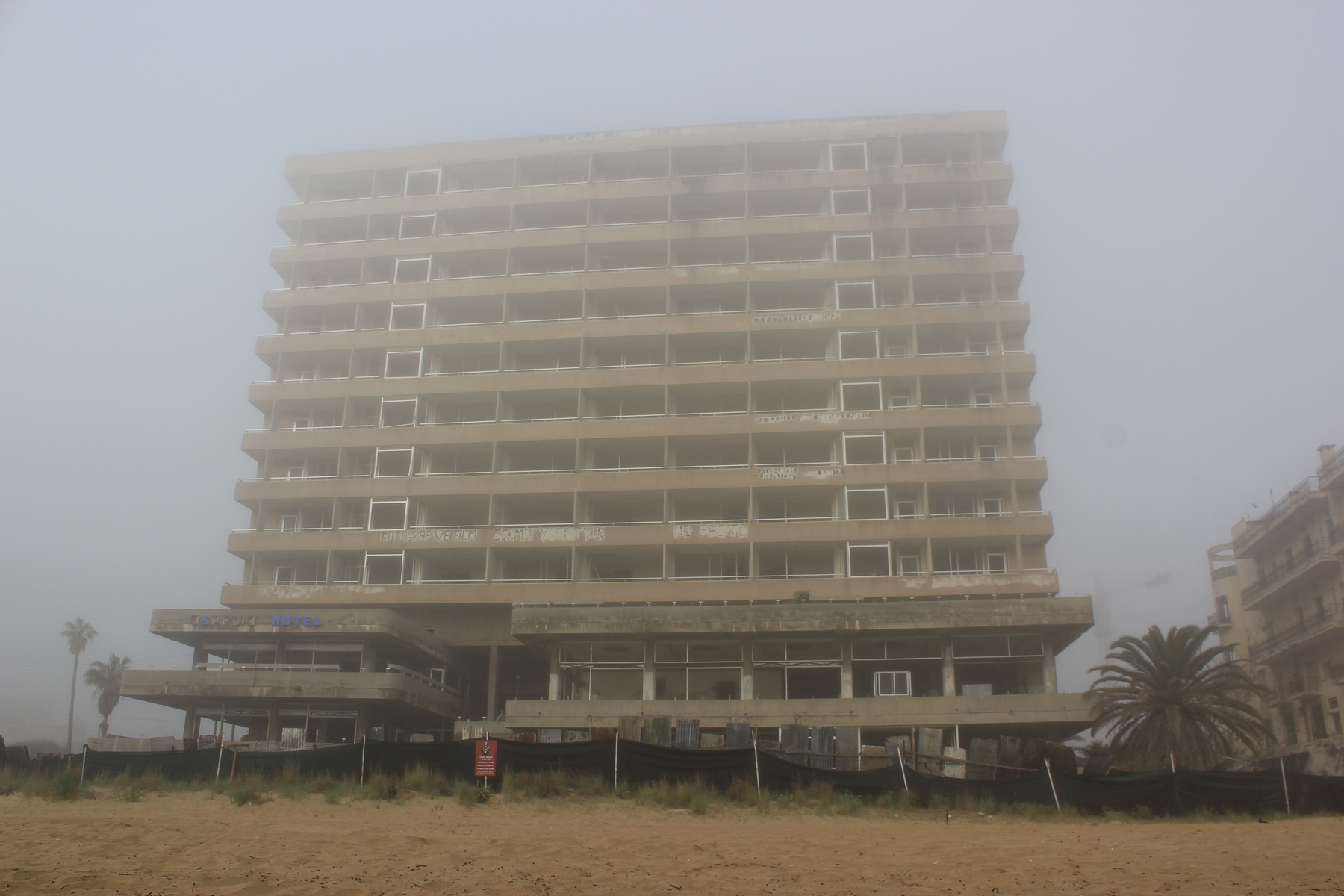
Покинуті готелі
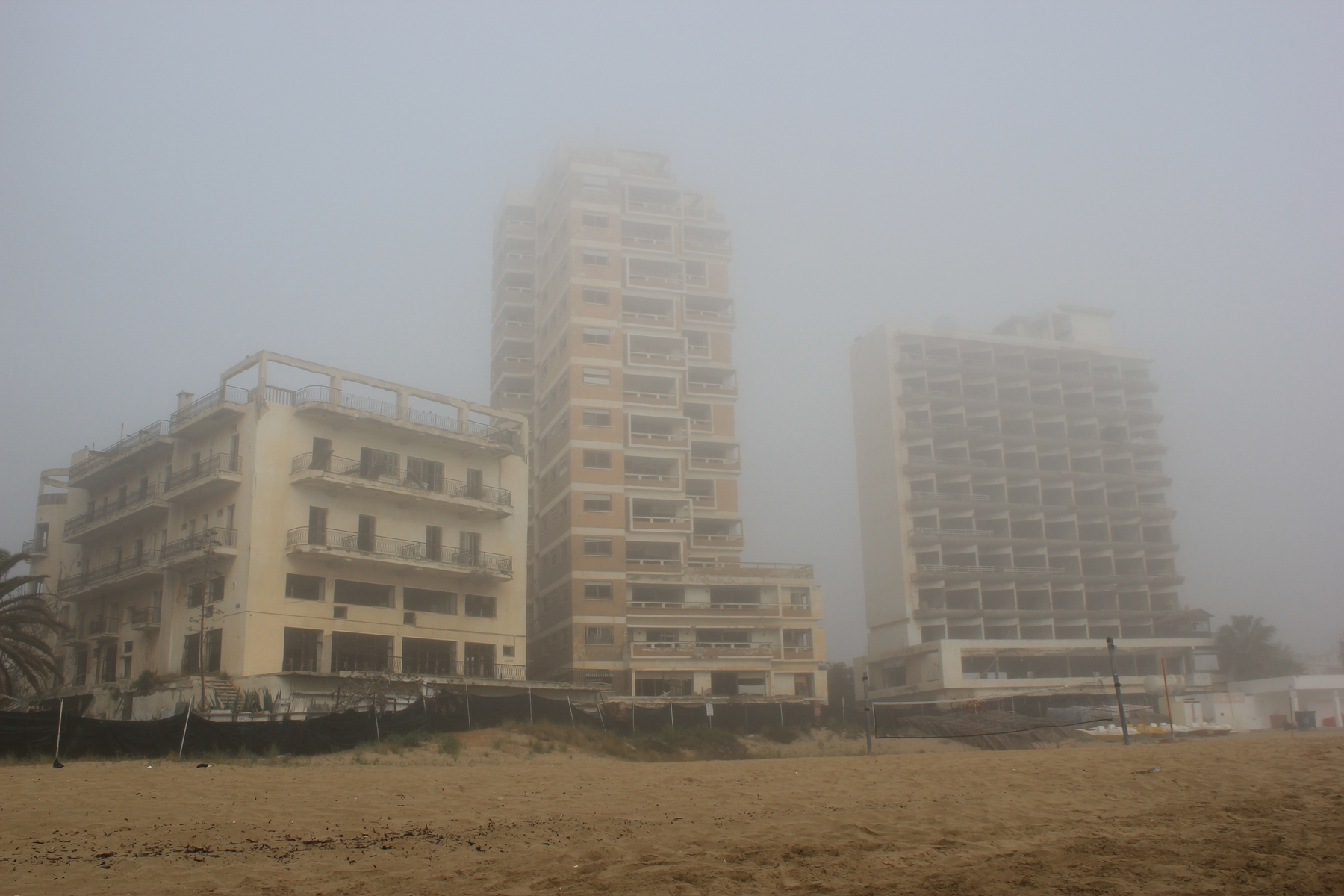
Покинуті готелі на пляжі (2016)
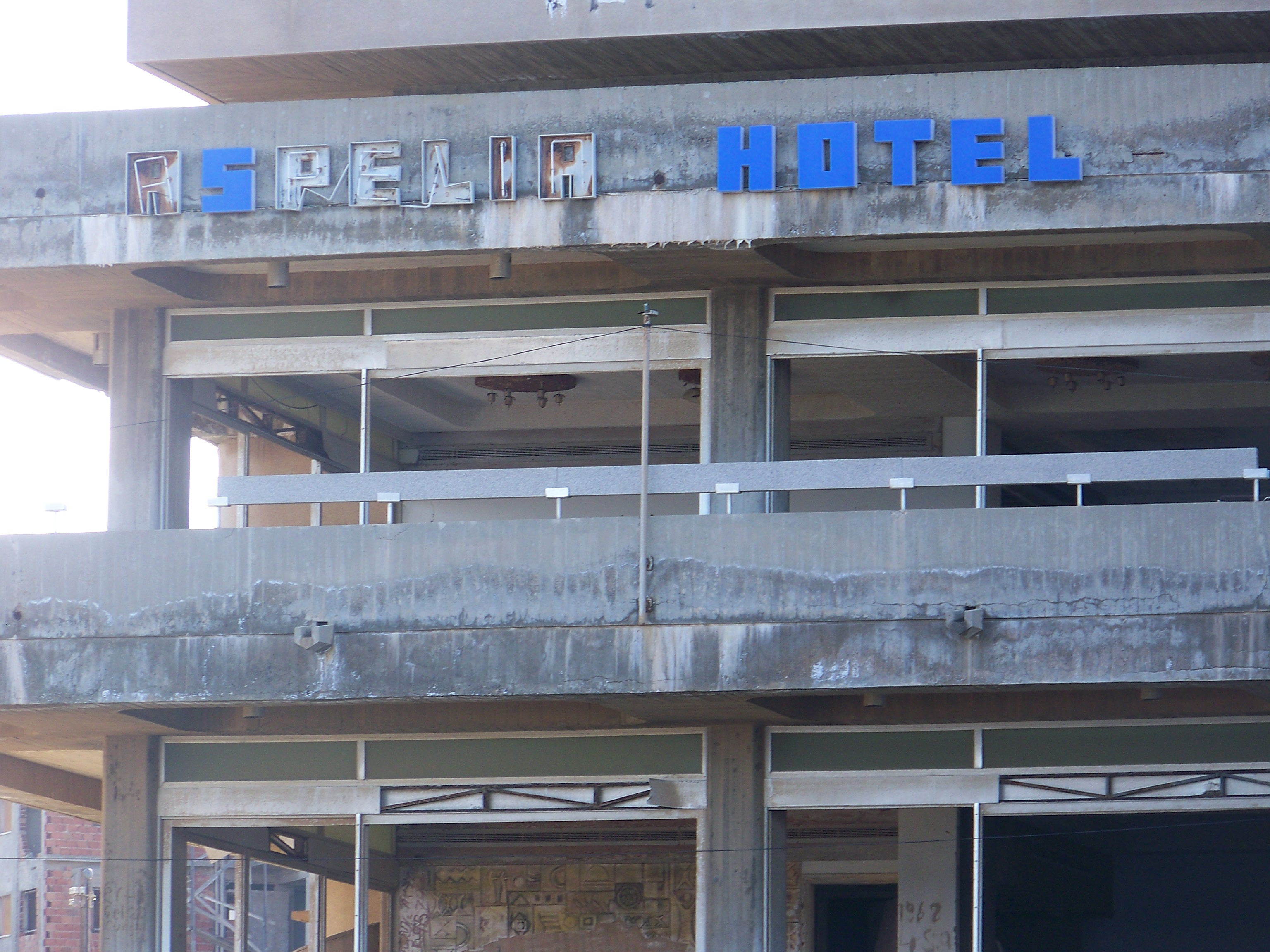
Покинуті готелі
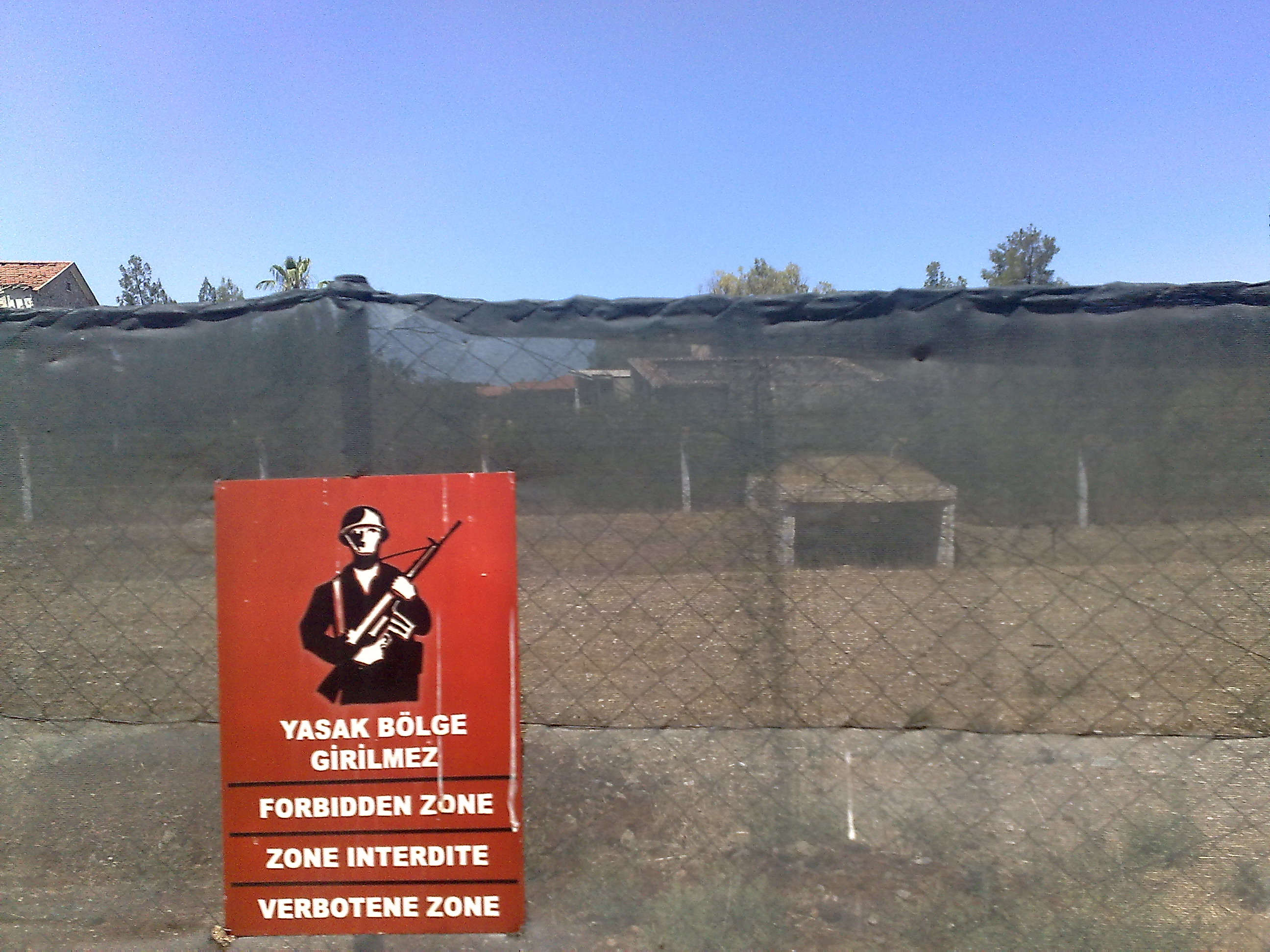
Турецька Вароша під блокадою турецької армії